# Distomus fuscus
Distomus fuscus is een zakpijpensoort uit de familie van de Styelidae. De wetenschappelijke naam van de soort is voor het eerst geldig gepubliceerd in 1841 door Delle Chiaje.